# Pavillon, 21bis avenue Eglé (Maisons-Laffitte)
Le pavillon du 21 bis avenue Eglé, est une maison, protégée des monuments historiques, située à Maisons-Laffitte, dans le département français des Yvelines.

## Localisation
Le pavillon est situé au 21 de l'avenue Eglé, à Maisons-Laffitte. 
Le 21 bis est un ensemble de bâtiments modernes batis sur des marais asséchés.

## Historique
Le pavillon est inscrit au titre des monuments historiques en 1933.